# Wolfgang Petersen
Wolfgang Petersen (Emden, 14 maart 1941 – Brentwood (Californië), 12 augustus 2022) was een Duits filmregisseur. Hij is vooral bekend geworden door de film Das Boot, over de Duitse U-boot U-96.

## Carrière
Petersen werd geboren in Emden. Van 1953 tot 1960 volgde hij de Johanneum school in Hamburg. Begin jaren zestig regisseerde hij toneelstukken in het Ernst Deutsch Theater in Hamburg. Hij studeerde theater in Berlijn en Hamburg en volgde tussen 1966 en 1970 de filmacademie in Berlijn. Zijn eerste producties waren voor de Duitse omroep NDR. Tijdens zijn werk voor de populaire Tatort-serie ontmoette hij acteur Jürgen Prochnow, die later in Das Boot de rol van kapitein Heinrich Lehmann-Willenbrock zou spelen.
In 1973 kwam zijn eerste bioscoopfilm uit, Einer von uns beiden, naar een novelle van Horst Bosetzky, wederom met Jürgen Prochnow. Zijn film Die Konsequenz leidde in 1977 tot een schandaal. De Bayerische Rundfunk achtte het thema van de film - homoseksualiteit - niet geschikt. Kort daarop kwam de film in de bioscoop.
In 1981 droeg de productiemaatschappij Bavaria Petersen de regie over het Das Boot-project op. De film kwam in Duitsland op televisie als zesdelige mini-serie en werd vooral in de Verenigde Staten een kassucces, de tot dan toe meest succesvolle buitenlandse film ooit. Das Boot was al de duurste Duitse filmproductie ooit, maar de volgende film van Petersen had een nog hoger budget. De film Die unendliche Geschichte (internationaal bekend als The NeverEnding Story) kostte meer dan 50 miljoen D-Mark.
Petersen brak nu door in Hollywood. Voor Twentieth Century-Fox draaide hij de sciencefictionfilm Enemy Mine (1985). Deze film werd nog in de Bavaria-studios in München opgenomen, maar daarna vertrok Petersen naar Los Angeles. Hij behaalde in 1993 een succes met In the Line of Fire, met Clint Eastwood als een angstige beveiliger van de Amerikaanse president, en draaide vervolgens Outbreak (1995), met Dustin Hoffman. In 1997 haalde Petersen weer een kassucces, nu met Air Force One (met een hoofdrol voor Harrison Ford) ondanks wisselende recensies.
In 1998 kwam de directors cut-versie van Das Boot uit. In 2000 volgde The Perfect Storm, met een hoofdrol voor George Clooney, en in 2004 Troy, met Brad Pitt in de hoofdrol.
Petersen overleed op 81-jarige leeftijd aan alvleesklierkanker.

## Filmografie (selectie)
- Poseidon (2006)
- Troy (2004)
- The Perfect Storm (2000)
- Air Force One (1997)
- Outbreak (1995)
- In the Line of Fire (1993)
- Shattered (1991)
- Enemy Mine (1985)
- Die unendliche Geschichte / The Neverending Story (1984)
- Das Boot (1981)
- Die Konsequenz (1977)
- One or the Other of Us/Einer von uns beiden (1974)
- Ich werde dich töten (1969)